# Guillaume Barthez de Marmorières
Pour les articles homonymes, voir Barthez.
Guillaume Barthez de Marmorières, né le 2 mars 1707 à Narbonne et mort le 11 janvier 1799 dans la même ville, est un ingénieur français.
Barthez de Marmorières devint ingénieur des ponts et chaussées de la province de Languedoc, fut de l’Académie de Montpellier, et se fit une grande réputation, soit par ses écrits, soit par les travaux qu’il dirigea.
Père du médecin Paul-Joseph Barthez, il a contribué, comme son fils, à l’Encyclopédie de Diderot et d’Alembert avec deux articles : Mouche à miel & miel ; Troupeaux des bêtes à laine.
On a de lui :
- Essai sur divers avantages que l’on pourrait retirer de la côte du Languedoc, relativement à la navigation et à l’agriculture, Montpellier (sans date), in-4° avec 2 planches
- Mémoires d’agriculture et de mécanique, avec les moyens de remédier aux abus du jaugeage des vaisseaux dans tous les ports du roi, Paris, 1763, in-8°
- Traité des moyens de rendre la côte de la province de Languedoc plus florissante que jamais, Montpellier, 1786, in-8°, avec une carte
- Deux mémoires, l’un sur les Soufflets à chute d’eau, l’autre sur les Soufflets de certaines forges, insérés dans les Mémoires de l’académie des sciences.

Guillaume Barthez de Marmorières eut trois fils :
1. Paul-Joseph Barthez (1734-1806), médecin et également encyclopédiste ;
2. Antoine Barthez de Marmorières (1736-1811), homme de lettres ;
3. Jacques de Barthès[1] (23 février 1741 - Narbonne ✝ 20 mars 1813 - Narbonne), Avocat en parlement, Juge-mage et lieutenant général au sénéchal et présidial de Montpellier (1778), conseiller à la cour impériale de Montpellier, 1er baron de Montfort et de l'Empire (17 mars 1811),